# Joe Hill (film)
Pour les articles homonymes, voir Joe Hill.
Pour plus de détails, voir Fiche technique et Distribution.
Joe Hill est un film américano-suédois tourné aux États-Unis par Bo Widerberg en 1970. Il s'inspire largement de la vie du troubadour ambulant et militant syndical d'origine suédoise Joe Hill (1879-1915), connu aussi sous le nom de Joseph Hillström. Le film a obtenu le prix spécial du jury au Festival de Cannes 1971.

## Synopsis
En 1902, le cœur chargé d'espérances, Joe et Paul Hillström débarquent aux États-Unis. Mais ils découvrent bien vite qu'ici aussi sévissent pauvreté et inégalité sociale. Si Paul choisit de quitter New York pour le New Jersey voisin, en revanche Joe, amoureux d'une jeune Italienne, y demeure encore quelque temps.
Sentimentalement malheureux, Joe essaie de rejoindre son frère puis prend la route de l'Ouest américain. Durant la traversée du pays, il se rallie à la cause des Industrial Workers of the World (IWW), syndicat avant-gardiste d'extrême-gauche. Il sera plus tard accusé, à tort semble-t-il, par les autorités administratives de l'Utah des meurtres du boucher John Morrison et de son fils. Joe Hill sera exécuté et son affaire connaîtra un retentissement international.

## Fiche technique
Sauf indication contraire, les informations mentionnées dans cette section peuvent être confirmées par les bases de données cinématographiques  présentes dans la section « Liens externes ».
- Réalisation, scénario et montage : Bo Widerberg
- Musique : Stefan Grossmann
- Photographie : Peter Davidsson et Jörgen Persson
- Décors : Ulf Axen
- Pays de production :  Suède et  États-Unis
- Langues originales : anglais, suédois, italien
- Année de réalisation : 1970
- Durée : 110 minutes
- Format : couleurs
- Dates de sortie :
  - France : 8 décembre 1971

## Distribution
Sauf indication contraire, les informations mentionnées dans cette section peuvent être confirmées par les bases de données cinématographiques  présentes dans la section « Liens externes ».
- Thommy Berggren : Joseph Hillström, dit Joe Hill
- Kelvin Malave : le « Renard »
- Cathy Smith : Cathy, le fermière au père handicapé
- Anja Schmidt : Lucia, l'Italienne amatrice d'opéra
- Evert Andersson : Blackie, le vagabond vétéran
- Hasse Persson : Paul Hillström, dit Paulie, le frère de Joe
- Joel Miller : Ed Rowan
- Robert Faeder : George
- David Moritz : David
- Richard Weber : Richard

## Distinctions
- Festival de Cannes 1971 : Prix du jury

## Autour du film
Ce film dénonce les inégalités sociales aux États-Unis et c'est un hymne aux valeurs de solidarité. Il fait partie d'une vague de films qui, à l'époque, mettent en lumière les luttes sociales à travers des figures emblématiques, comme Sacco et Vanzetti, d'autres martyrs de l'injustice américaine. La chanson du générique, Joe Hill, est interprétée par Joan Baez.

## Sortie vidéo
Joe Hill sort en DVD en édition limitée à 1000 exemplaires le 15 juillet 2020, édité par Malavida, avec un nouveau "master" restauré, des bonus inédits, un livret (20 pages) et une nouvelle jaquette.